# ميغيل دي أوليفاريس
ميغيل دي أوليفاريس (بالإسبانية: Miguel de Olivares)‏ هو مؤرخ وكاتب إسباني، ولد في 26 سبتمبر 1672 في تشيلان في تشيلي، وتوفي في 14 يناير 1786 في إيمولا في إيطاليا.